# Щурово
Щурово или Щурево (на македонска литературна норма: Штурово) е село в източната част на Северна Македония, община Радовиш.

## География
Селото е разположено в южните склонове на планината Плачковица.

## История
В XIX век Щурово е турско село в Радовишка кааза на Османската империя. Според статистиката на Васил Кънчов („Македония. Етнография и статистика“) от 1900 година Шурово има 60 жители, всички турци.
След Междусъюзническата война в 1913 година селото попада в Сърбия.
Според Димитър Гаджанов в 1916 година в Щурево живеят 134 турци.